# Indywidualne Mistrzostwa Wielkiej Brytanii na Żużlu 1984
Indywidualne mistrzostwa Wielkiej Brytanii na żużlu – cykl turniejów żużlowych mających wyłonić najlepszych żużlowców brytyjskich w 1984 roku. Tytuł wywalczył Kenny Carter z Halifax Dukes. 

## Finał
- 20 czerwca 1984 r. (środa),  Coventry

| Msc. | Zawodnik         | Klub                   | Pkt |             |  |
| ---- | ---------------- | ---------------------- | --- | ----------- |  |
| 1    | Kenny Carter     | Halifax Dukes          | 13  | 3,1,3,3,3   |  |
| 2    | Andy Grahame     | Wolverhampton Wolves   | 12  | (3,2,3,1,3) |  |
| 3    | Dave Jessup      |                        | 11  | (2,3,2,2,2) |  |
| 4    | Les Collins      | Sheffield Tigers       | 10  | (2,3,1,3,1) |  |
| 5    | Martin Yeates    | Swindon Robins         | 10  | (1,3,3,1,2) |  |
| 6    | Alan Grahame     | Cradley Heath Heathens | 9   | (3,0,3,3,t) |  |
| 7    | Simon Wigg       | Oxford Cheetahs        | 8   | (d,0,3,2,3) |  |
| 8    | Jeremy Doncaster | Ipswich Witches        | 8   | (d,2,2,1,3) |  |
| 9    | Peter Collins    | Belle Vue Aces         | 7   | (1,1,1,2,2) |  |
| 10   | Neil Evitts      | Halifax Dukes          | 7   | (3,2,2,0,0) |  |
| 11   | Gordon Kennett   |                        | 6   | (2,1,1,2,0) |  |
| 12   | Chris Morton     | Belle Vue Aces         | 5   | (d,1,2,1,1) |  |
| 13   | John Louis       | King’s Lynn Stars      | 4   | (u,2,0,0,2) |  |
| 14   | Phil Collins     | Cradley Heath Heathens | 3   | (w,0,d,3,d) |  |
| 15   | John Davis       | Wimbledon Dons         | 3   | (1,1,0,0,1) |  |
| 16   | Mark Courtney    |                        | 2   | (2,0,0,0,0) |  |
| rez. | Kelvin Hawkins   |                        | 1   | (1)         |  |